# The Day You Went Away: The Best of M2M
The Day You Went Away: The Best Of M2M är det sista albumet och en greatest hits samling av den norska popduon M2M, som nu är upplöst.

## Låtlista
1. "The Day You Went Away" 3:43
2. "Mirror, Mirror" 3:21
3. "Pretty Boy" 4:40
4. "Don't Say You Love Me" 3:46
5. "Everything" 3:07
6. "Everything You Do" (new vocals) 4:05
7. "Girl In Your Dreams" 3:40
8. "What You Do About Me" 3:21
9. "Don't" (acoustic) 3:30
10. "Wanna Be Where You Are 3:26
11. "Not To Me" 3:09
12. "Is You" 4:01
13. "Wait For Me" 3:06
14. "Jennifer" (acoustic) 2:53
15. "Love Left For Me" (acoustic) 4:14
16. "Pretty Boy" (Mandarin Chinese) 4:39
17. "Everything" (acoustic) 3:41
18. "Don't Say You Love Me" (Tin Tin Out Remix) 3:33
19. "Todo Lo Que Haces" ("Everything You Do" - Spanish) 4:02
20. "Mirror, Mirror" (Power Dance Remix) 5:56

### Singlar
För att se vilka singlar M2M släppte se M2M.

## Kuriosa
I häftet som följde med cd:en så stod det fel i texten till låten "Don't Say You Love Me". Det stod "we're sitting there you said you love me..." men skulle stå "...we're sitting there you start kissing me...".